# Andrij Parubij
Andrij Volodymyrovytj Parubij (ukrainska: Андрій Володимирович Парубій) född 31 januari 1971 i Tjervonohrad, är en ukrainsk politiker. Han blev 12 april 2016 utnämnd till talman för ukrainska parlamentet, tidigare chef för Ukrainas nationella säkerhetsråd. 
1991 var Parubij med och grundade Svobodas nynazistiska föregångare Ukrainas Social-Nationala Parti, där endast etniska ukrainare beviljades medlemskap. Idag är Parubij medlem i Folkfronten efter att ha varit ansluten till Fäderneslandsförbundet 2012–14. 
Under de politiska oroligheterna i Kiev 2013-14 agerade Parubij "säkerhetskommendant" och samordnare av de paramilitära grupperna som stred mot säkerhetsstyrkorna.
Han var februari–augusti sekreterare för Nationella säkerhets- och försvarsrådet.